# Semana Santa en Guadalajara
La Semana Santa de Guadalajara (España) es una muestra de religiosidad popular y una manifestación de cultura tradicional de enorme arraigo entre todos los guadalajareños. Se desarrolla por el casco histórico de la ciudad y da comienzo con la lectura del pregón de Semana Santa en la Concatedral de Santa María el Viernes de Dolores.
Fue declarada Fiesta de Interés Turístico Regional en el año 1999.
Se caracteriza por la variedad en la forma de cargar los pasos procesionales: Con los hombros (Cargadores o banceros), a costal (Costaleros) y a ruedas.

## Cofradías y Hermandades
- Real Hermandad de Ntra. Sra. de la Soledad
- Cofradía de Ntra. Sra de los Dolores
- Cofradía de La Pasión del Señor
- Cofradía Esclavitud de Ntro. Padre Jesús Nazareno
- Cofradía del Cristo Yacente del Santo Sepulcro
- Ilustre y Fervorosa Hermandad y Cofradía de Nazarenos de Nuestro Padre Jesús de la Salud y María Santísima de la Esperanza Macarena
- Hermandad del Santísimo Cristo del Amor y de la Paz

## Procesiones

### Domingo de Ramos

#### Procesión de la "Borriquilla"

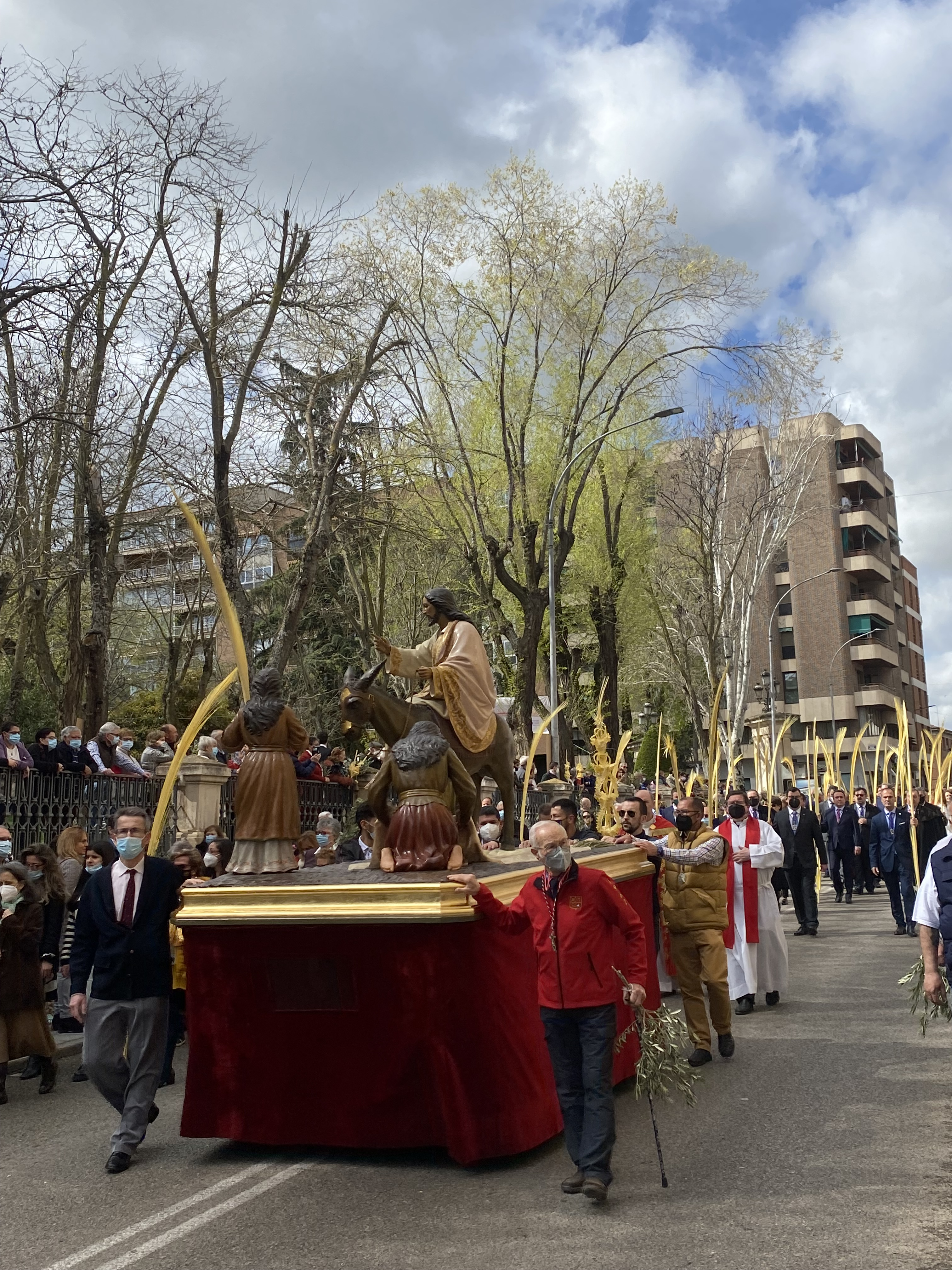
Procesión de "La Borriquilla" Guadalajara 2022

Comienza a las 11:15 desde la Iglesia de San Ginés y recorre la plaza de Santo Domingo, calle la Carrera, plaza de Bejanque hasta la Iglesia de San Francisco. En la plaza de Santo Domingo tiene lugar la Solemne Bendición de Ramos y Palmas.
Procesiona empujado a ruedas. 
Acompañamiento musical: Banda de Cornetas y Tambores "Jesús Nazareno" (Guadalajara) y grupo de tambores de la Cofradía de la Pasión del Señor (Guadalajara).

#### Traslado del Santísimo Cristo de la Expiración
La Cofradía de la Pasión del Señor traslada en procesión al Santísimo Cristo de la Expiración hasta su sede canónica. A las 18:00, desde la capilla del Cementerio Municipal hasta la Iglesia de Santiago Apóstol, por las calles del Río, Madrid, Plaza de España y Miguel Fluiters.
La imagen es portada a hombros por cargadores.
Acompañamiento musical: Grupo de tambores de la Cofradía de la Pasión del Señor (Guadalajara).

### Lunes Santo

#### Procesión de María Santísima de la Misericordia

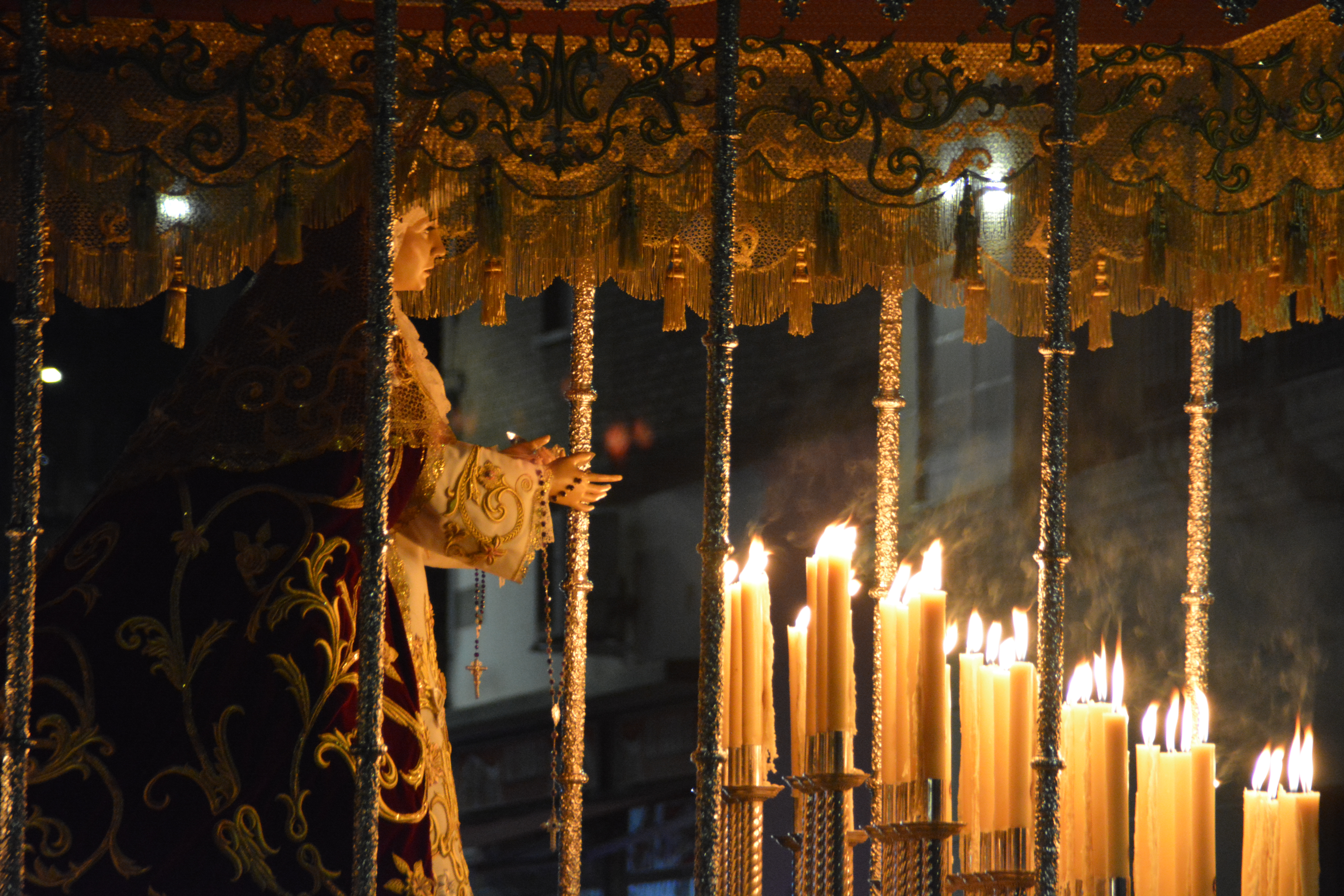
María Santísima de la Misericordia

Es cargada a costal por hermanos de la Cofradía Esclavitud de Nuestro Padre Jesús Nazareno. Sale de la Iglesia de San Nicolás el Real a las 21:00 y recorre: Calle Mayor, Juan Bautista Topete, plaza de Moreno, calle Vizcondesa de Jorbalán, Pedro Pascual, Ramón y Cajal, Ingeniero Mariño, Teniente Figueroa, Miguel Fluiters, Mayor, plaza del Jardinillo y llegada a la Iglesia de San Nicolás el Real.
El paso es portado a costal por costaleros.
Acompañamiento musical: Banda de música "La Estrella" (Móstoles (Madrid)).

### Miércoles Santo

#### Procesión de Ntro. Padre Jesús de la Salud y María Stma. de la Esperanza Macarena

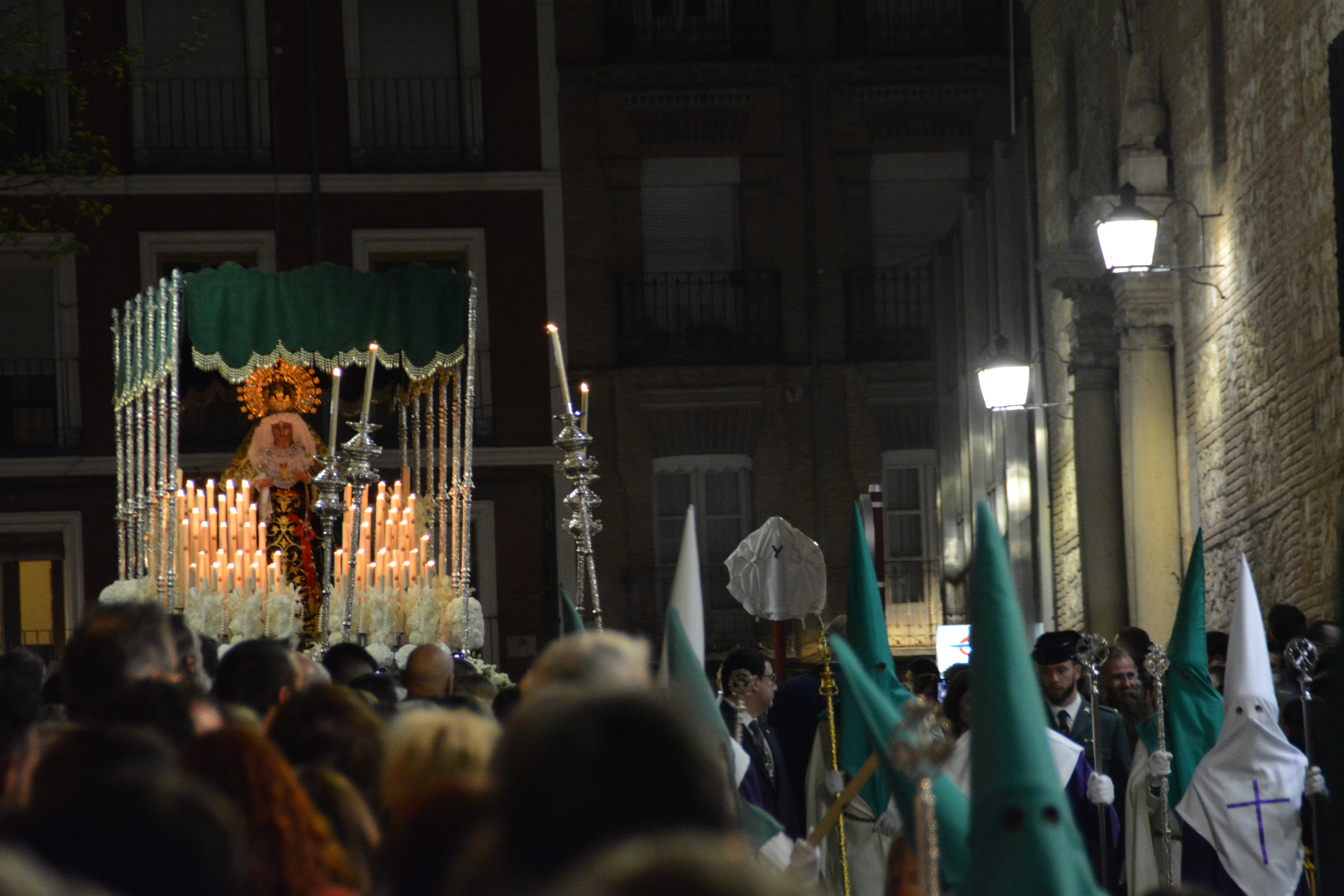
María Santísima de la Esperanza Macarena en Santiago Apóstol 2023

Desde la Iglesia de Santiago Apóstol a las 22:00, la Ilustre y Fervorosa Hermandad y Cofradía de Nazarenos de Ntro. Padre Jesús de la Salud y María Stma. de la Esperanza Macarena recorre el siguiente itinerario: Calle Teniente Figueroa, Sinagoga, Dr. Benito Hernando, Plazuela Marqués de Villamejor, calle Dr. Ramón y Cajal, cuesta de San Miguel, Plaza Fernando Beladíez, Plaza de Moreno, calle Condesa de la Vega del Pozo, Mayor, Iglesia de San Nicolás el Real, donde se realizará Estación de Penitencia, calle Mayor, Dr. Benito Hernando, Juan Catalina y Teniente Figueroa hasta la Iglesia de Santiago Apóstol.
Ambos pasos son portados a costal.
Acompañamiento musical: Ntro. Padre Jesús de la Salud - Agrupación Musical Santísimo Cristo del Amor y de la Paz (Guadalajara). María Stma. de la Esperanza Macarena - banda municipal de música de Cerro de Andévalo (Huelva)

### Jueves Santo

#### Procesión de Ntro. Padre Jesús Nazareno y María Santísima de la Misericordia
Comienza a las 19:30 Desde la Iglesia de San Nicolás el Real. La Cofradía Esclavitud de Nuestro Padre Jesús Nazareno procesiona con su imagen titular y la imagen de María Santísima de la Misericordia por el siguiente recorrido: calle Mayor, Alfonso López de Haro, San Bartolomé, Benito Chavarri, plaza de San Esteban, calle de San Esteban, Travesía de 
San Miguel, cuesta de San Miguel, plaza Fernando Beladíez, calle Exposición, plaza Moreno, calle Condesa de la Vega del Pozo, Mayor, plaza de Santo Domingo (frente a la estatua del Conde de Romanones), calle María Pacheco, haciendo estación de penitencia frente a la puerta principal del Asilo de Ancianos, calle Padre Félix Flores, Virgen del Amparo, plaza de Santo Domingo, travesía de Santo Domingo, plaza del Carmen y plaza del Jardinillo hasta la Iglesia de San Nicolás el Real.
Ambos pasos son portados a costal.
Acompañamiento musical: Ntro. Padre Jesús Nazareno - Banda de Cornetas y Tambores "Jesús Nazareno" (Guadalajara). María Santísima de la Misericordia - Banda de música "Agrupación musical Banda la Estrella" (Móstoles).

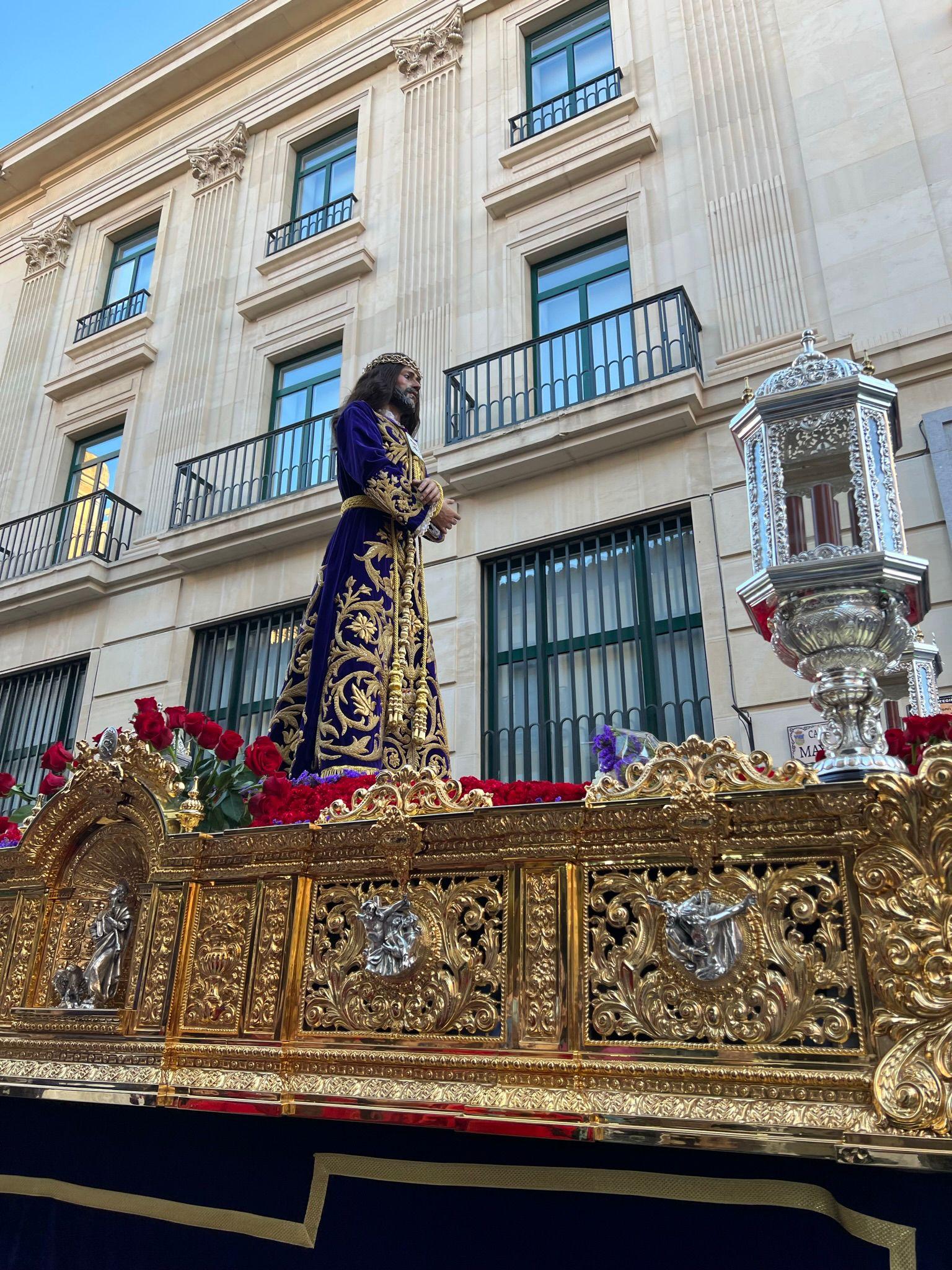
Ntro. Padre Jesús Nazareno 2023.
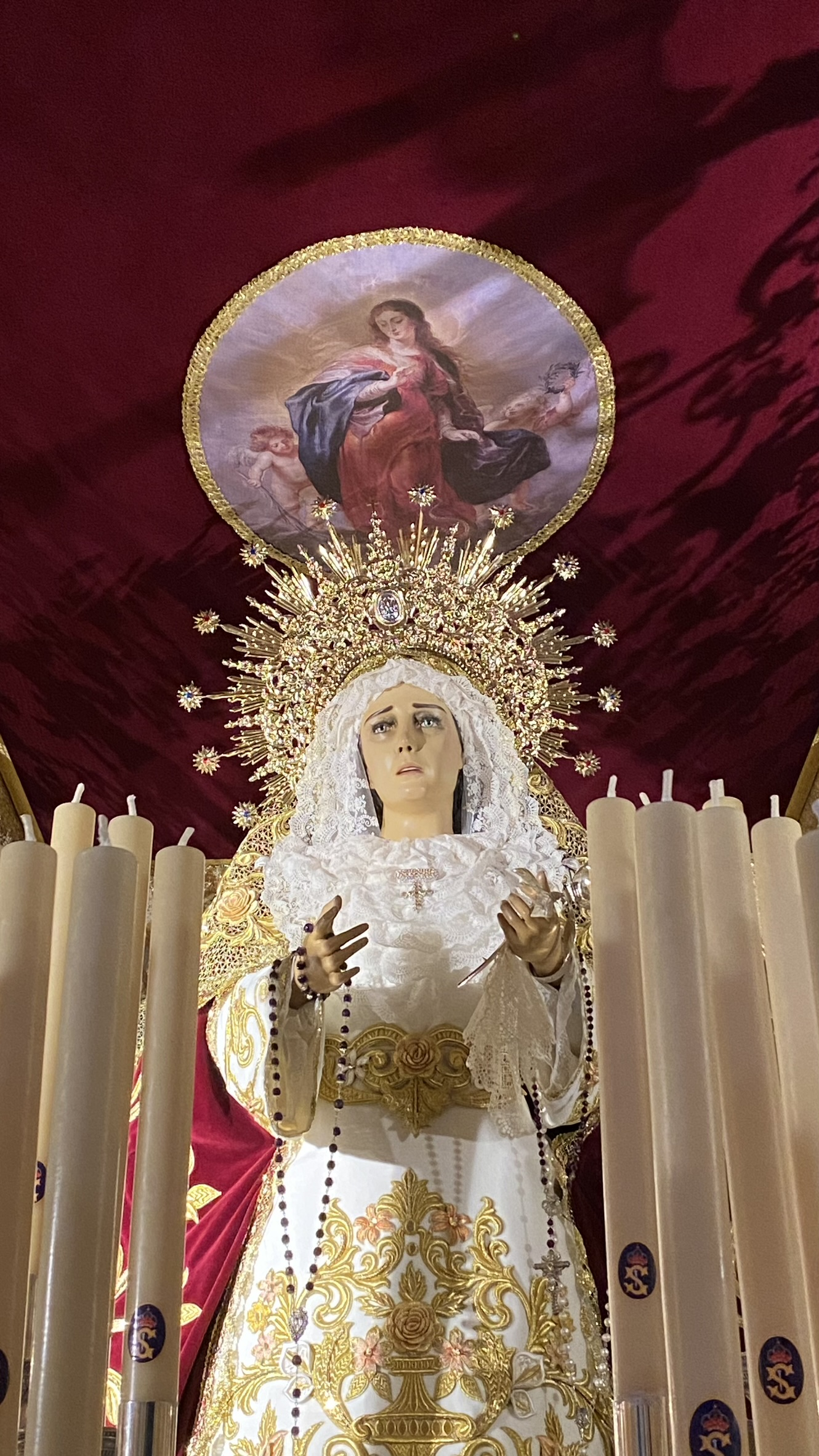
María Santísima de la Misericordia.

#### Procesión del Santísimo Cristo de la Expiración, Ntra. Sra. La Virgen de la Piedad y Ntro. Padre Jesús de la Pasión
La Cofradía de la Pasión del Señor comienza a las 23:00 la procesión desde la Iglesia de Santiago Apóstol con el siguiente recorrido: Calle Miguel Fluiters, plaza Mayor, calle Mayor, plaza de Santo Domingo, la Carrera, Doctor Ramón y Cajal, Ingeniero Mariño, Francisco Cuesta, Miguel Fluiters, Teniente Figueroa hasta la Iglesia de Santiago Apóstol.
Todos los pasos son portados a hombros por cargadores.
Acompañamiento musical: Santísimo Cristo de la Expiración y Ntro. Padre Jesús de la Pasión - Grupo de tambores de la Cofradía de la Pasión del Señor (Guadalajara). Ntra. Sra. La Virgen de la Piedad - Dulzaina Castellana y tambor "Mahurotos" (Guadalajara). 

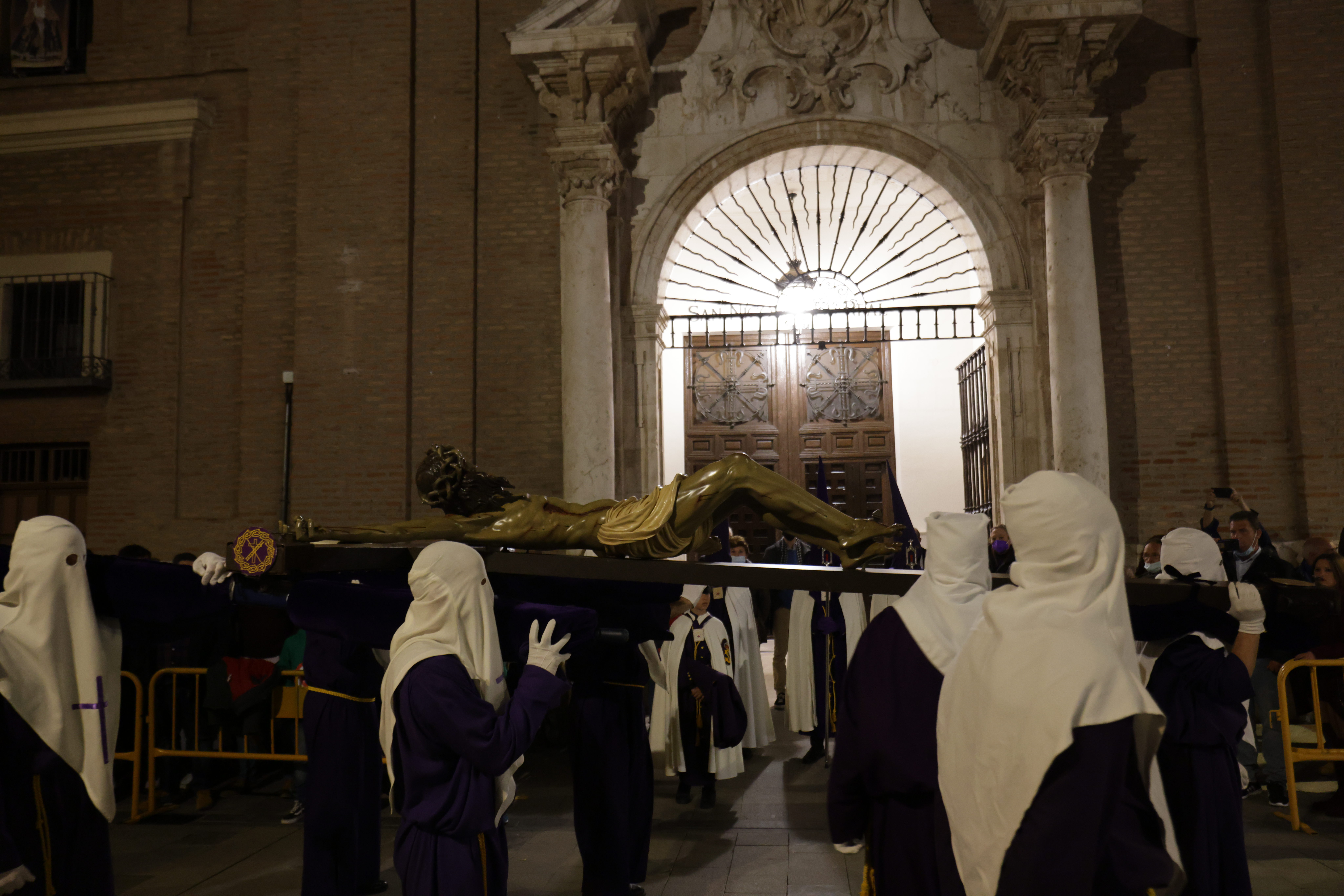
Santísimo Cristo de la Expiración (Imagen: Ayto de Guadalajara).
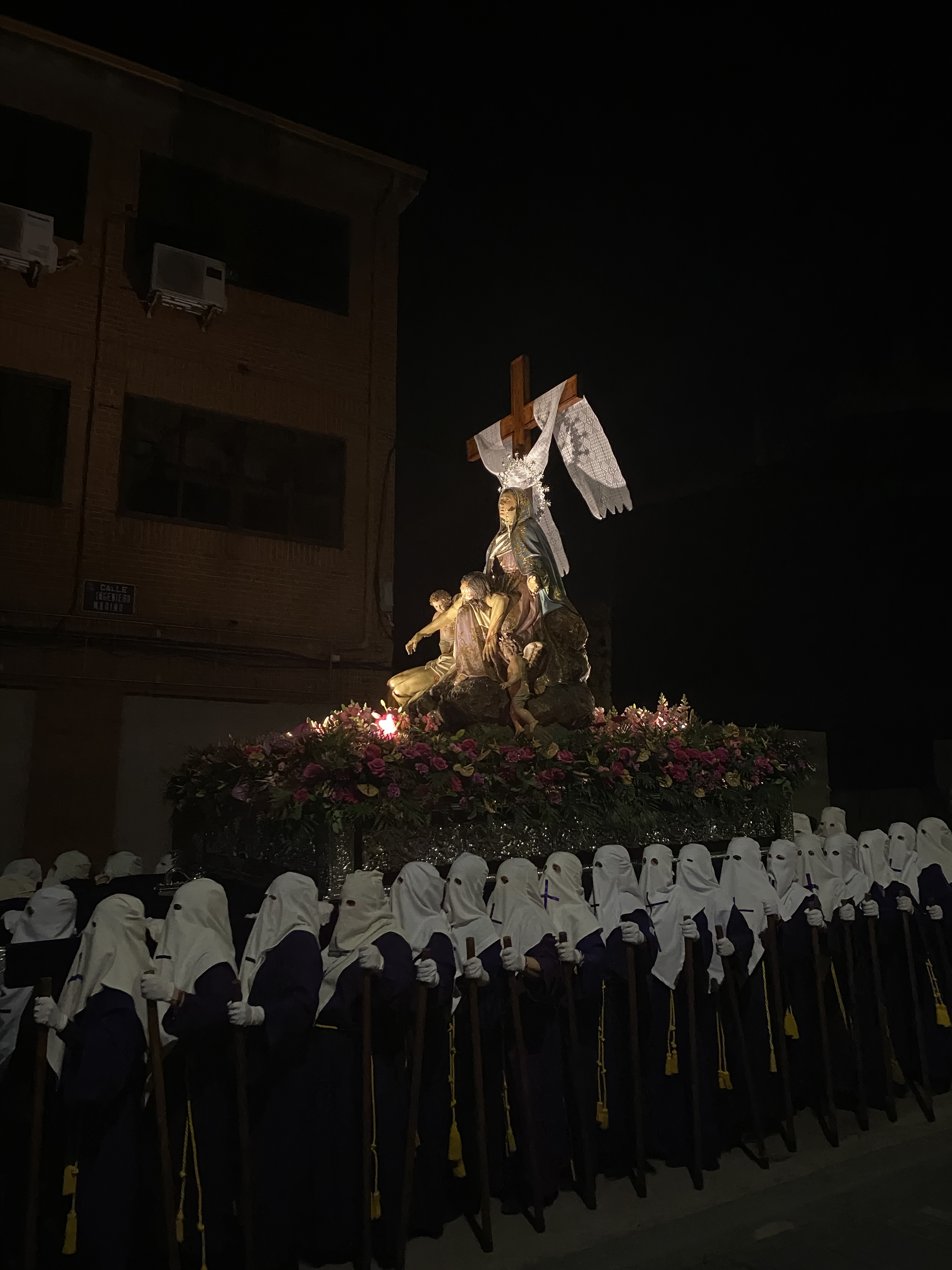
Ntra. Sra. La Virgen de la Piedad.
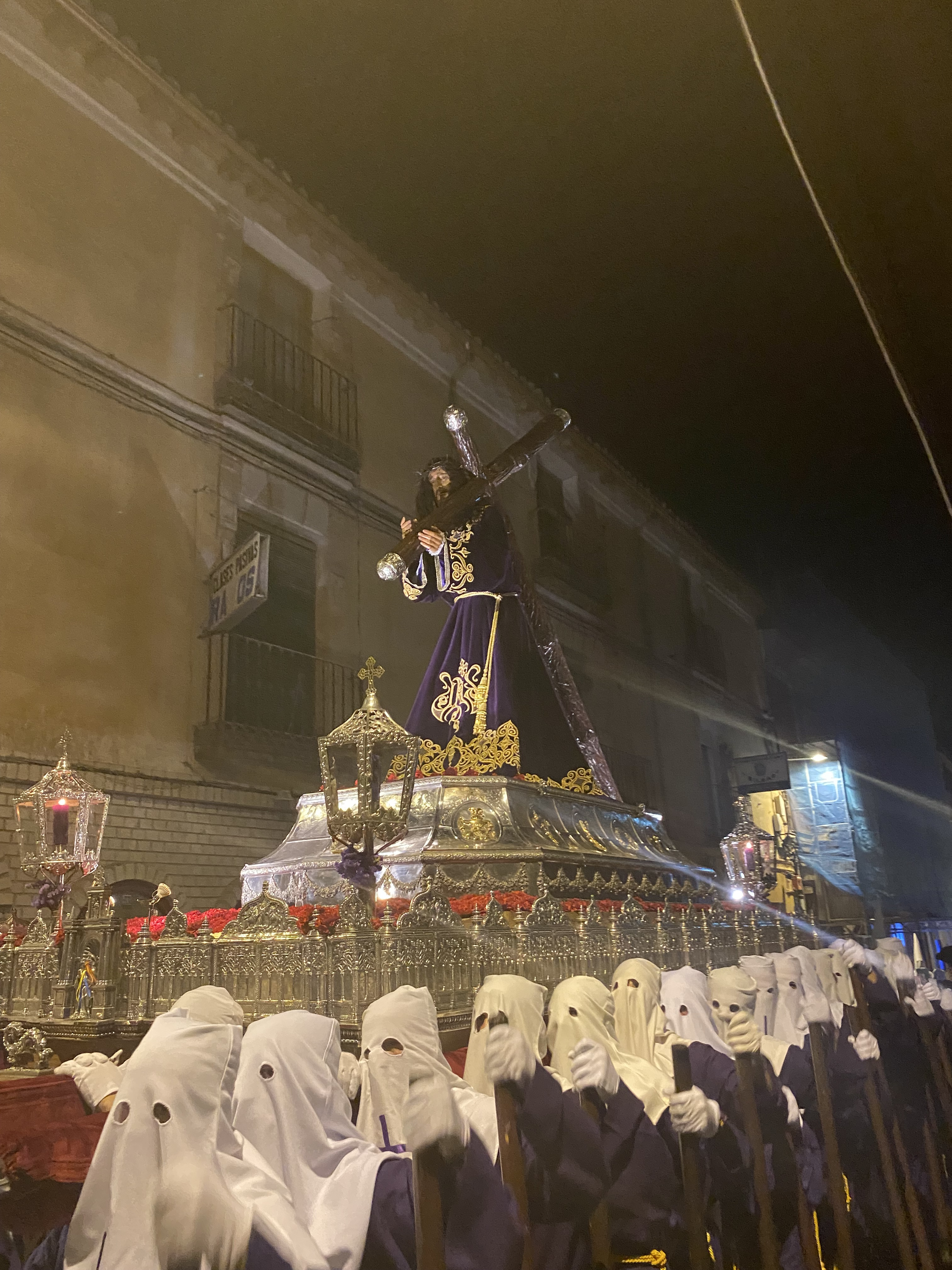
Ntro. Padre Jesús de la Pasión.

### Viernes Santo (Mañana)

#### Procesión Stmo. Cristo del Amor y de la Paz y Encuentro con Ntra. Sra. de la Soledad

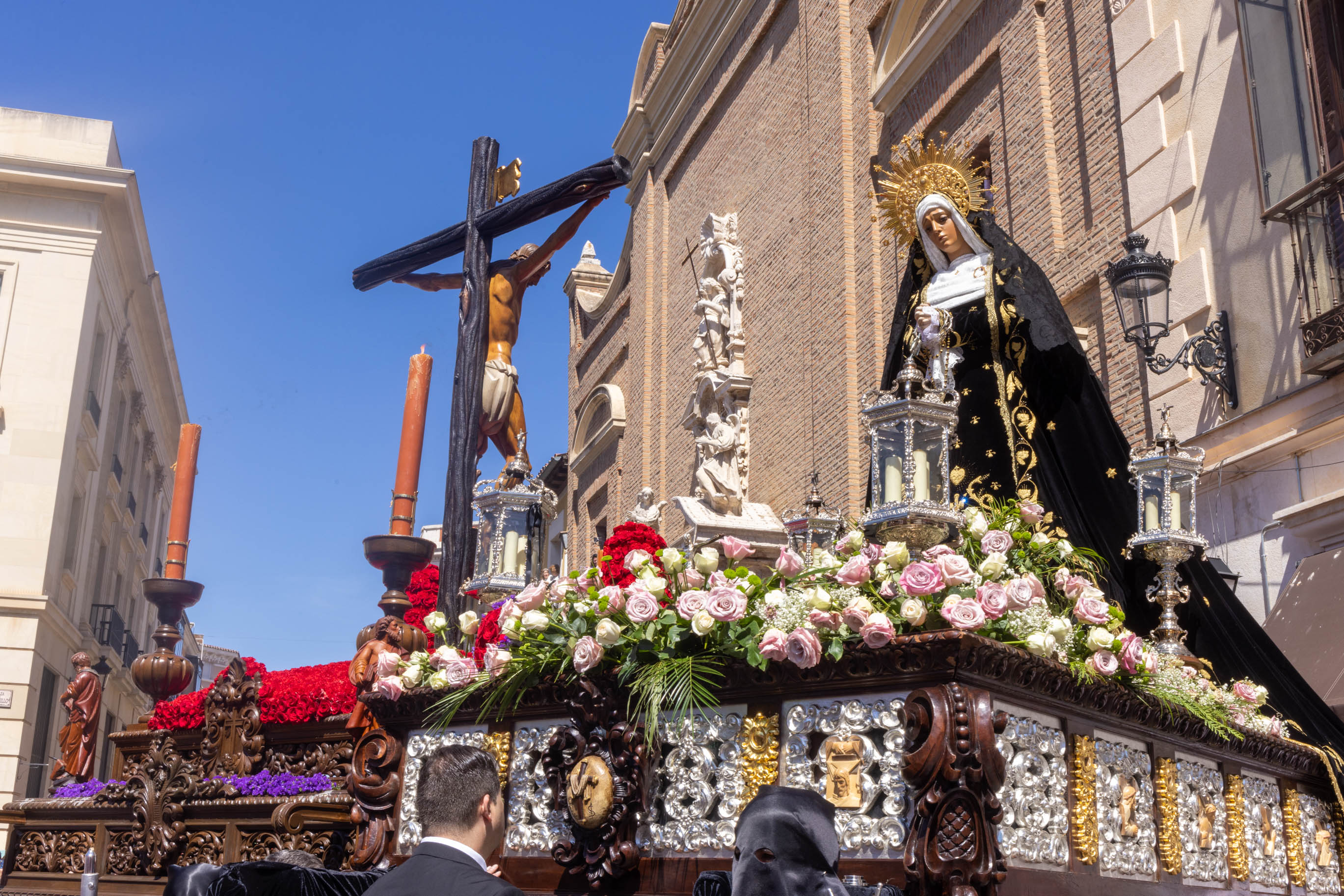
Encuentro Stmo. Cristo del Amor y de la Paz y Ntra. Sra. de la Soledad (Imagen: Ayto de Guadalajara)

A las 11:15 de la mañana, la Hermandad del Stmo. Cristo del Amor y de la Paz sale de la Iglesia de San Ginés con su imagen titular. Recorre las siguientes calles: plaza de Santo Domingo, Virgen del Amparo, Padre Félix Flores, María Pacheco, parada en la puerta principal del Asilo, parque de la Concordia, plaza de Sto. Domingo, calle Mayor, plaza del Jardinillo.
A las 13:00 en la Plaza del Jardinillo tiene lugar el encuentro con Ntra. Sra. de la Soledad. Seguidamente regresa a la iglesia de San Ginés por la calle Mayor y Plaza de Santo Domingo.
Stmo. Cristo del Amor y de la Paz es portado a costal y Ntra. Sra. de la Soledad es portada a hombros y a costal.
Acompañamiento musical: Agrupación Musical del "Santísimo Cristo del Amor y de la Paz" (Guadalajara).

### Viernes Santo (Tarde)
A las 20:00 en la Concatedral de Santa María comienza el recorrido oficial de la "Procesión del Silencio y Santo Entierro" (Plaza de Santa María, calle Dr. Ramón y Cajal, plaza de Bejanque, calle La Carrera, plaza de Santo Domingo, calle Mayor, plaza del Jardinillo, plaza Mayor, calle Dr. Benito Hernando, plaza Marqués de Villamejor, calle Dr. Ramón y Cajal hasta la Concatedral de Santa María). 
Procesionan las siguientes imágenes:

#### Santísimo Cristo de la Expiración, Ntra. Sra. La Virgen de la Piedad y Ntro. Padre Jesús de la Pasión
La Cofradía de la Pasión del Señor sale a las 19:00 desde la Iglesia de Santiago Apóstol y se dirige hasta el recorrido oficial por las calles Teniente Figueroa e Ingeniero Mariño.
Todos los pasos son portados a hombros por cargadores.
Acompañamiento musical: Grupo de tambores de la Cofradía de la Pasión del Señor (Guadalajara).

#### Ntra. Sra. de los Dolores y Calvario en la Quinta Palabra
La Cofradía de Ntra. Sra. de los Dolores sale a las 20:15 de la Concatedral de Santa María.
Ambos pasos procesionan empujados a ruedas.
Sin acompañamiento musical.

#### Cristo Yacente del Santo Sepulcro y Cruz Desnuda de Jerusalén
La Cofradía del Cristo Yacente del Santo Sepulcro sale a las 20:30 de la Concatedral de Santa María.
Ambos pasos son portados a hombros por cargadores. 
Acompañamiento musical: Dulzaina Castellana y tambor "Mahurotos" (Guadalajara).

#### Ntra. Sra. de la Soledad y Cristo del Consuelo
La Real Hermandad de Ntra. Sra. de la Soledad sale de la iglesia de San Nicolás el Real a las 19:45 y se dirige hasta el recorrido oficial por las calles: Alfonso López de Haro, San Bartolomé, Plaza de San Esteban, San Esteban, Travesía de San Miguel y Cuesta de San Miguel.
El Cristo del Consuelo es portado a hombros por cargadores. Ntra. Sra. de la Soledad a estilo gaditano
Acompañamiento musical: Banda de música "Banda Sinfónica Complutense" (Alcalá de Henares).

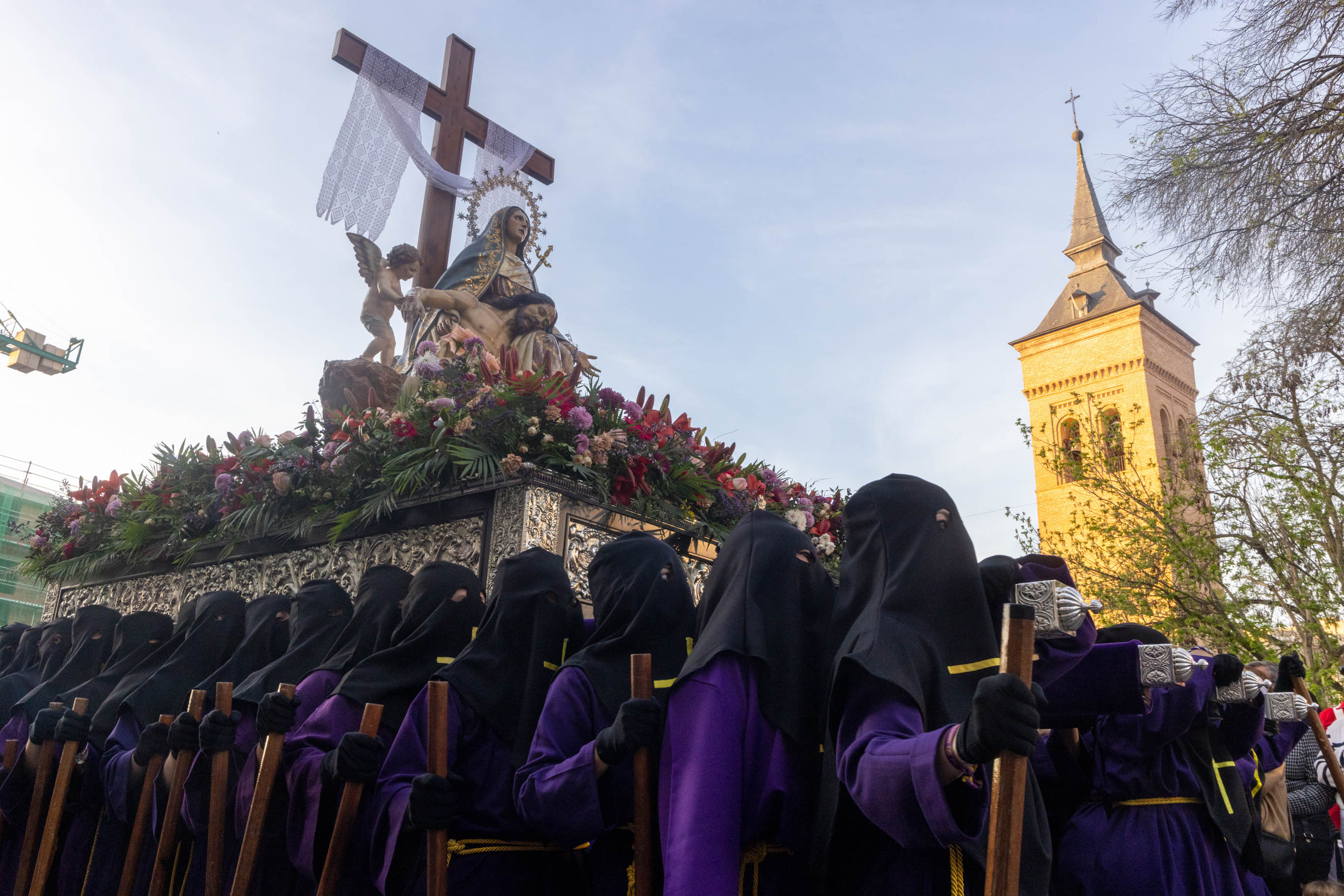
Ntra. Sra La Virgen de la Piedad (Imagen: Ayto de Guadalajara)
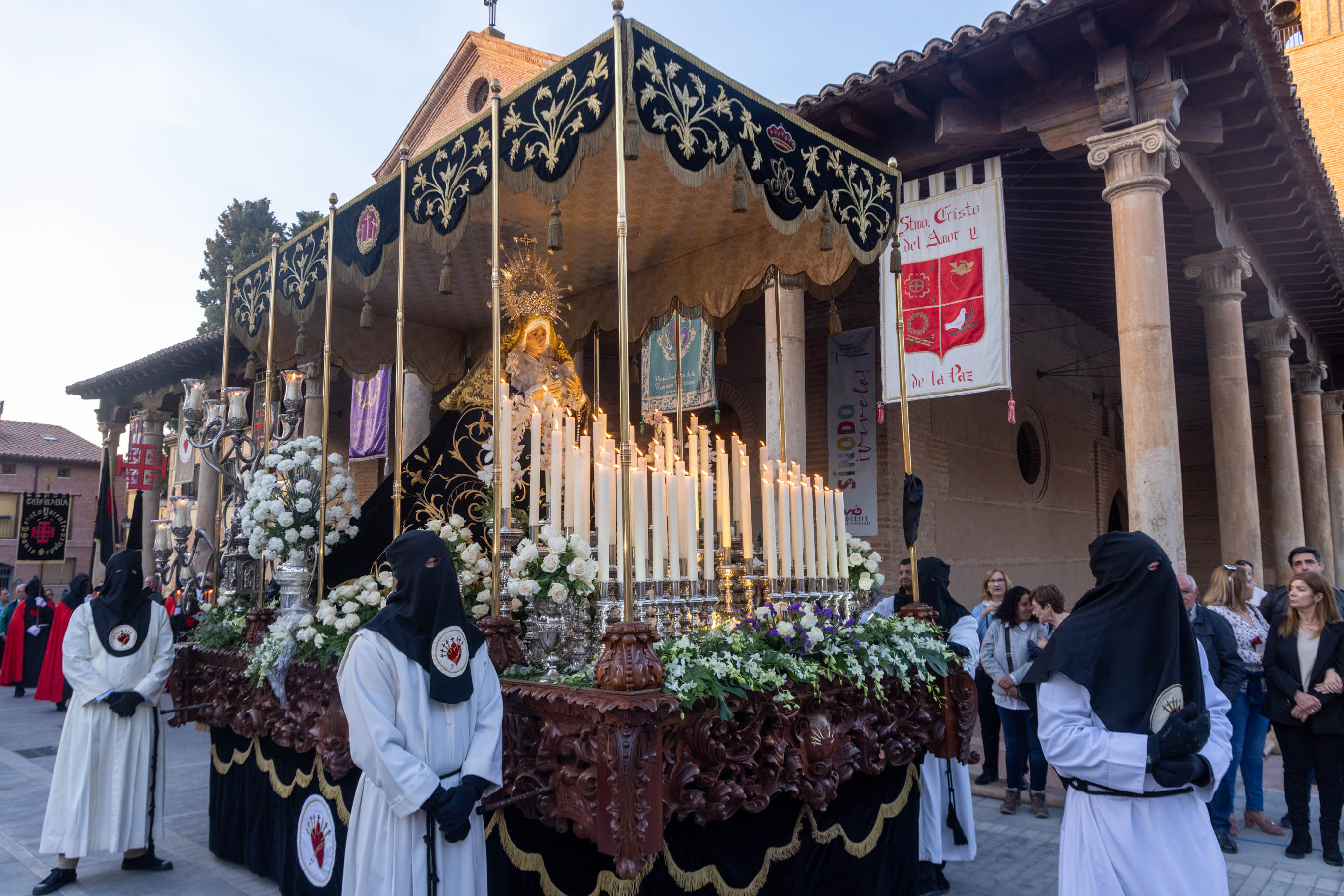
Ntra. Sra de los Dolores (Imagen: Ayto de Guadalajara)
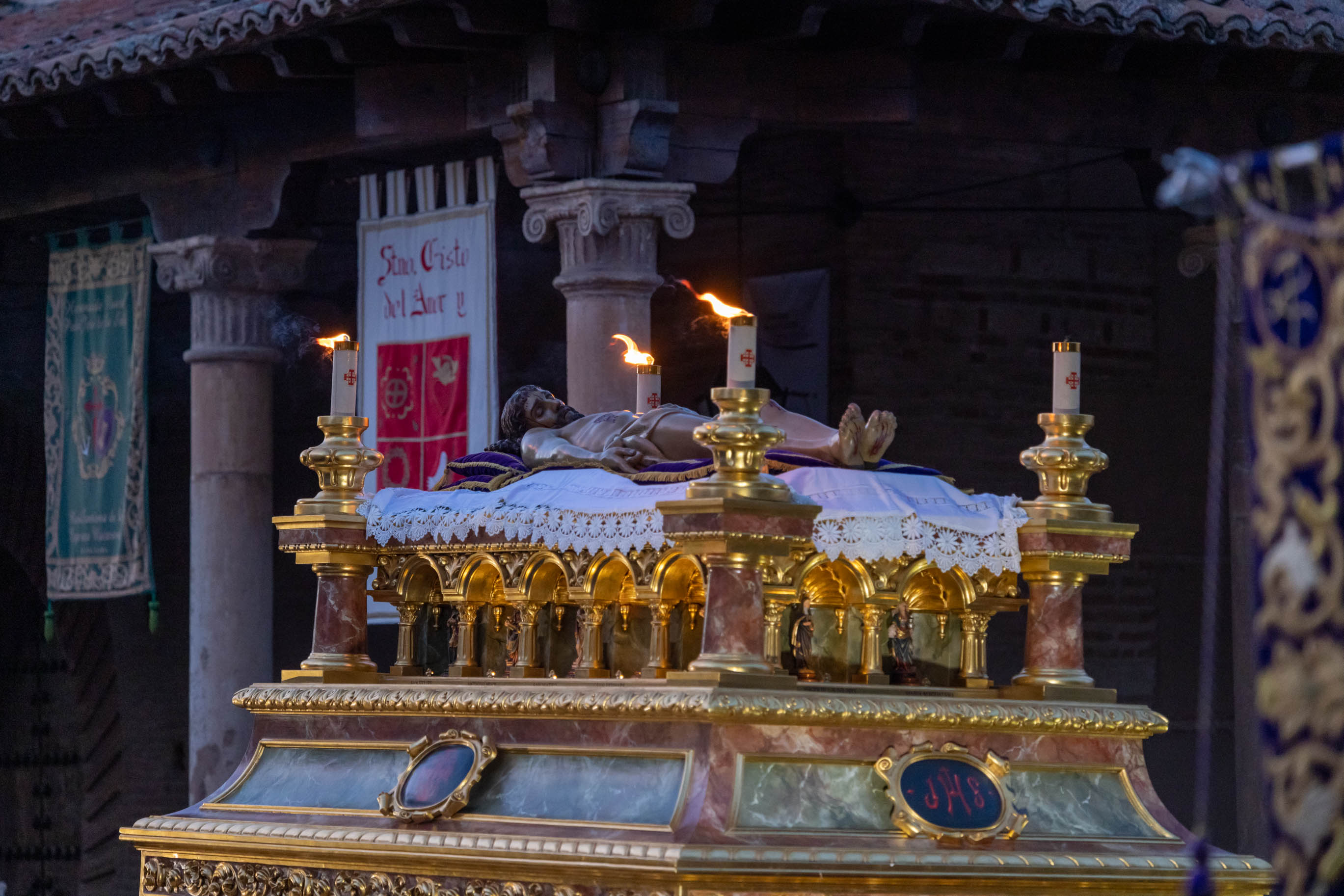
Cristo Yacente (Imagen: Ayto de Guadalajara)
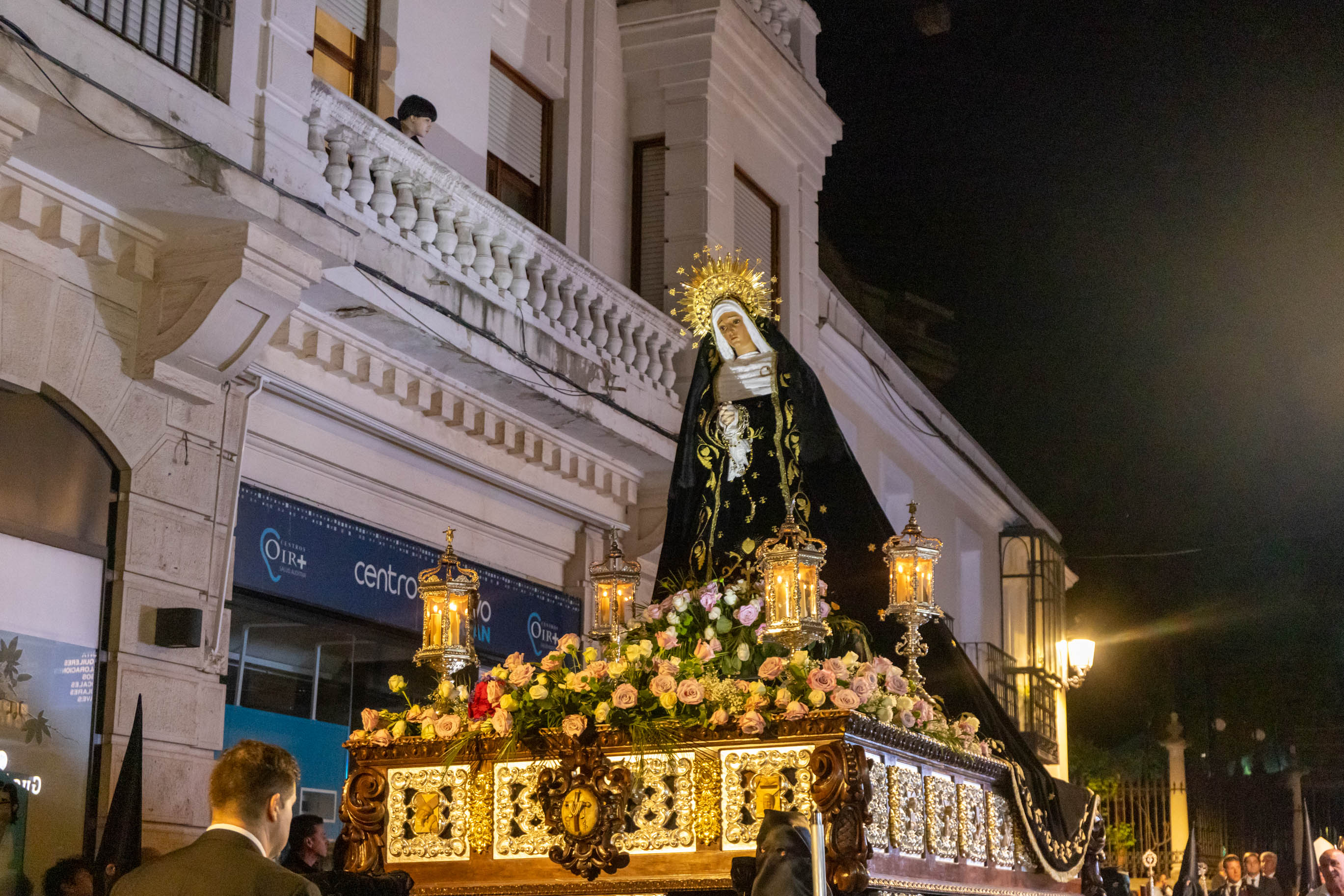
Ntra. Sra. de la Soledad (Imagen: Ayto de Guadalajara)

### Domingo de Resurrección

#### Procesión de Cristo Resucitado y Encuentro con Ntra. Sra. de los Dolores

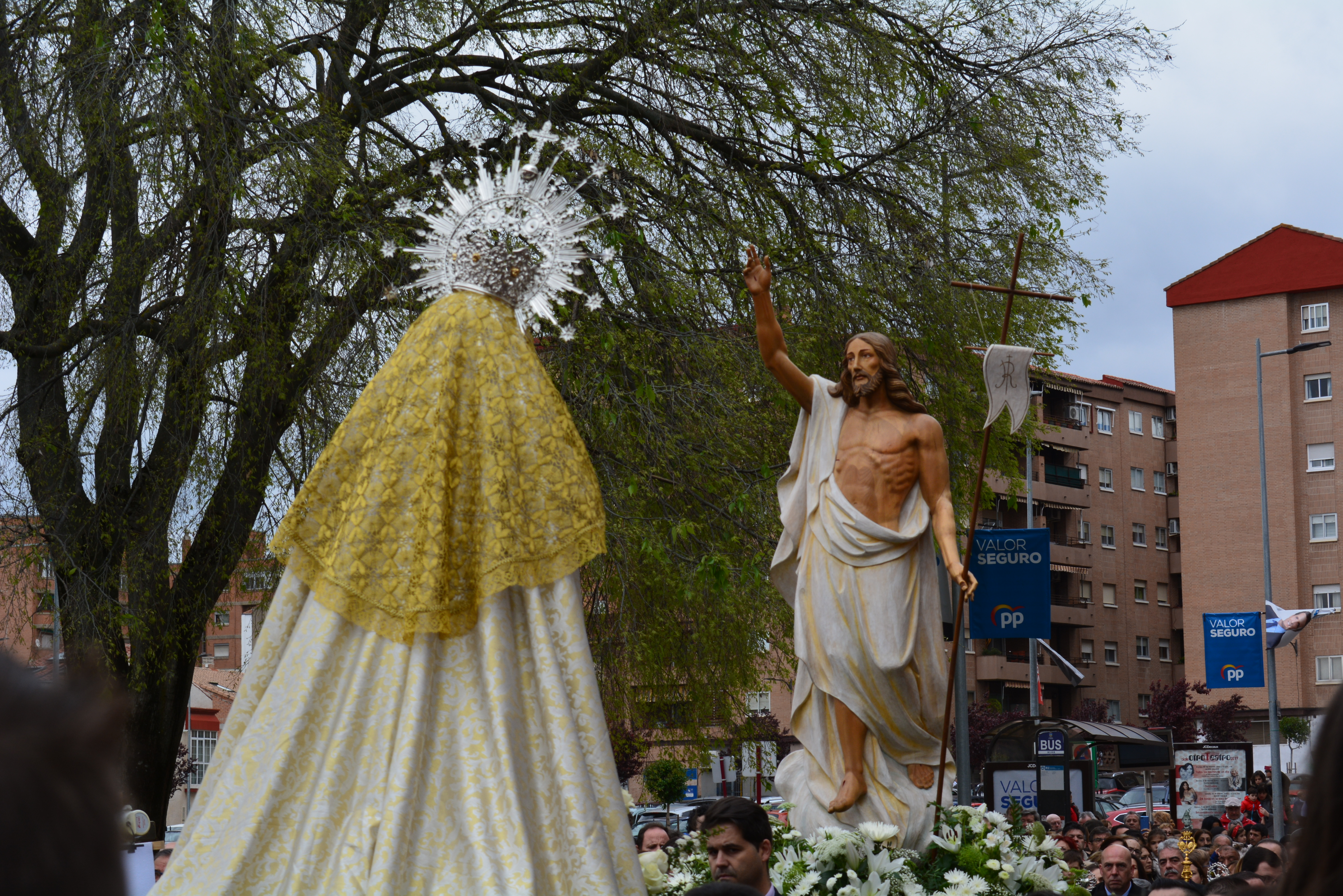
Encuentro Domingo de Resurrección 2019

Sobre las 12:30 tiene lugar en la Plaza de Santa María, frente a la Concatedral de Santa María, el Encuentro de Cristo Resucitado y Ntra. Sra. de los Dolores.
Cada Domingo de Resurrección la imagen de Cristo Resucitado sale de la sede canónica de la cofradía protagonista del Cartel de Semana Santa de ese año (Concatedral de Santa María, Iglesia de Santiago Apóstol, Iglesia de San Nicolás el Real o Iglesia de San Ginés).
Ambos pasos son portados a hombros por cargadores.
Acompañamiento musical: Agrupación Musical del "Santísimo Cristo del Amor y de la Paz" (Guadalajara). 

## Pregón Oficial de Semana Santa
| Año  | Nombre                                   | Ocupación                                           |
| ---- | ---------------------------------------- | --------------------------------------------------- |
| 2008 | D. Julián del Olmo García                | Sacerdote y periodista                              |
| 2009 | D. José Antonio Suárez de Puga           | Poeta y escritor                                    |
| 2010 | D. Álvaro Ruiz Langa                     | Sacerdote y periodista                              |
| 2011 | D. Jesús Orea Sánchez                    | Periodista                                          |
| 2012 | Rvdmo. Sr. D. Atilano Rodríguez Martínez | Obispo Diócesis Sigüenza - Guadalajara              |
| 2013 | D. José Ramón López de los Mozos         | Escritor y etnólogo                                 |
| 2014 | D. Óscar Ruiz Carranza                   | Sacerdote y periodista                              |
| 2015 | D. José María Bris Gallego               | Ex - Alcalde de Guadalajara                         |
| 2016 | Monseñor Carlos Amigo Vallejo            | Cardenal Franciscano y Arzobispo Emérito de Sevilla |
| 2017 | D. Antonio Herráiz Ayuso                 | Periodista                                          |
| 2018 | D. Alfonso Olmos Embid                   | Sacerdote                                           |
| 2019 | Dª. Raquel Escarpa Agustín               | Ingeniera y empresaria                              |
| 2022 | D. Pedro José Pradillo Esteban           | Historiador, curator y artista plástico             |
| 2023 | D. Raúl Pérez Sanz                       | Sacerdote                                           |
| 2024 | Mercedes Castellano Fernández            | Periodista                                          |

## Agrupaciones musicales de Semana Santa de Guadalajara

### Agrupación Musical del Santísimo Cristo del Amor y de la Paz
Creada en el año 2008 por varios miembros de la Hermandad del Stmo. Cristo del Amor y de la Paz para acompañar a su imagen titular en la mañana de Viernes Santo.
Cuenta con unos 50 músicos y con una gran cantidad de actuaciones en toda la provincia de Guadalajara y fuera de ella. Destacan su participación en las procesiones y traslados de la Virgen de la Antigua (Patrona de Guadalajara) y la Procesión del Corpus Christi de la misma localidad, actuaciones en Salamanca, Ávila, Madrid o Badajoz.

### Grupo de Tambores de la Cofradía de la Pasión del Señor
Creado en el año 1993 por hermanos de la Cofradía de la Pasión del Señor.
El grupo de tambores lo forman más de 20 personas de todas las edades. Los instrumentos que portan son cajas y bombos. Estos instrumentos van adornados con delantales de terciopelo morado con el escudo de la Cofradía.
Aparte de acompañar a las imágenes de su cofradía han actuado en otras localidades como Torija y Cabanillas del Campo.

### Banda de Cornetas y Tambores Nuestro Padre Jesús Nazareno
Fundada en el año 2012 por hermanos de la Cofradía Esclavitud de Nuestro Padre Jesús Nazareno.
Está formado por unos 40 músicos. 
La Banda de Cornetas y Tambores Nuestro Padre Jesús Nazareno de Guadalajara, cuenta con una escuela de música de todas las edades.
Han actuado en localidades como: Alcalá de Henares, Yebes, La Roda y Medina del Campo.

## Marchas dedicadas a la Semana Santa de Guadalajara

### "Guadalajara cofrade" (Abel Moreno Gómez), 2023
Marcha dedicada a la Semana Santa de Guadalajara con motivo del 75 Aniversario de la Junta de Cofradías y Hermandades de la ciudad.

### "Cuadernillos de Partituras para Dulzaina Castellana. Volumen 2. Música procesional para Semana Santa" (Antonio Trijueque García)
15 marchas dedicadas a la Semana Santa de Guadalajara, para ser interpretadas por dulzaina, caja y bombo.
Madre ten piedad
En tu regazo descansa
Marcha fúnebre Nº1
Marcha fúnebre Nº2
Marcha fúnebre Nº3
Marcha fúnebre Nº4
Marcha fúnebre Nº5
Marcha fúnebre Nº6
Espinas de redención
La cruz desnuda
A ti, Padre
Ligna Santa
Santo Sepulcro
Marcha del yacente Nº1
Marcha del yacente Nº2

### "Nazareno de Guadalajara" (Daniel Chamorro Izquierdo), 2021
Compuesta para la Banda de Cornetas y Tambores Nuestro Padre Jesús Nazareno de Guadalajara, por el 75 Aniversario de la Cofradía Esclavitud de Nuestro Padre Jesús Nazareno.

### "Salvd de Esperanza" (Manuel Jesús González Hernández), 2025
Compuesta para la Agrupación Musical del Santísimo Cristo del Amor y de la Paz
y dedicada a Ntro. Padre Jesús de la Salud de Guadalajara con motivo del XXV Aniversario de la Bendición de la Imagen.

### "Esperando a la Gloria"
Compuesta por la Agrupación Musical del Santísimo Cristo del Amor y de la Paz
y dedicada al Stmo. Cristo del Amor y de la Paz de Guadalajara.